# 中上育實
中上育實（1983年6月18日—）是日本女性配音員。Aksent所屬。東京都出身。血型O型。

## 出演作品

### 電視動畫
2008年
- 戀姬†無雙（兒童）

2009年
- 獸之奏者（納甘（少年期））
- 第一神拳 New Challenger（觀客）

2010年
- 侵略！花枝娘（少年A）
- 超級機械人大戰OG -The Inspector-（シロガネオペレーター、女性操作員C、秘書A）
- 向陽素描（女子B）
- 向陽素描 特別編（夏目之母、優）
- 戰鬥陀螺 鋼鐵奇兵（兒童B）

2011年
- 青之驅魔師（瀨戶）
- 幸福光暈〜hitotose〜（女子大生）
- 瑪莉亞†狂熱（一之橋瑛〈親衛隊A〉）
- 召喚惡魔（レポーター、ガキ）

2012年
- 交響詩篇AO（アナウンサー、アナウンス）
- 少女與戰車（秋山優花里）
- Smile 光之美少女！（女學生、綠川勇太、藤川あみ、兒童）

2013年
- RDG 瀕危物種少女（秋乃川玲奈）
- 白色相簿2（水澤依緒）
- 銀狐（魁）
- 两个人是少女福尔摩斯（十津川警子）

2014年
- T寶的悲慘日常 覺醒篇（秋山優花里）
- 地球隊長（蕾娜）
- Soul Eater Not!（鶇的母親）
- 元氣囝仔（音樂教師）

2015年
- 偵探歌劇 少女福爾摩斯 TD（十津川警子）

2018年
- 實驗品家庭（老奶奶、店員）
- Pastel Life（大和麻彌）
- BanG Dream! Girls Band Party!☆PICO（大和麻彌）

2019年
- BanG Dream! 2nd Season（大和麻彌[1]）

2020年
- BanG Dream! 3rd Season（大和麻彌）

2024年
- 青之驅魔師 雪之盡頭篇（榭米哈薩）

2025年
- 青之驅魔師 終夜篇（榭米哈薩[2]）

### OVA
2011年
- 笨蛋，測驗，召喚獸 〜祭〜（菊入真由美）

### 劇場動畫
2015年
- 少女與戰車 劇場版（秋山優花里）

2017年
- 少女與戰車 最終章（第1話）（秋山優花里）

2019年
- 少女與戰車 最終章（第2話）（秋山優花里）

2021年
- 少女與戰車 最終章（第3話）（秋山優花里、雜種犬）

2023年
- 少女與戰車 最終章（第4話）（秋山優花里、富美）

2025年
- 少女與戰車 更加相親相愛作戰！（秋山優花里[3]）

### 遊戲
2012年
- 圓桌的學生 The Eternal Legend（丘普）
- WHITE ALBUM2 幸福的彼端（水澤依緒）

2013年
- 擂台☆夢想（小紅帽、ムー成田）

2014年
- 少女與戰車 戰車道的極致！（秋山優花里[4]）
- 戰車世界（秋山優花里[5]）[6]

2017年
- BanG Dream! 少女樂團派對（大和麻彌）

## 外部連結
- Aksent公式官網的聲優簡介（页面存档备份，存于） （日語）
- 吟遊姉人（页面存档备份，存于） （日語）－中上育實的官方個人網站。
- 中上育実の吟遊†徒然日誌（页面存档备份，存于） （日語）－中上育實的官方個人部落格。
- 中上育實的X（前Twitter） （日語）
- 中上育實的Instagram帳戶 （日語）
- 聖★めろんぱんぬ学園公式官網 （日語）